# Самотній вовк
«Самотній вовк» (до 2018 роман друкувався під назвою «Елементал») — роман українського письменника Василя Шкляра, вперше виданий окремою книгою у 2001 році у видавництві «Кальварія». Роман є однією з найпопулярніших книг Шкляра й з часу першого друку витримав низку перевидань у різних українських видавництвах.
В основу сюжету лягли реальні події порятунку Алли Дудаєвої (дружини першого президента Чечні), з якою Василь Шкляр знайомий особисто, і саме реальна історія її викрадення з лабет російських спецслужб українцями лягла в основу його роману.

## Сюжет
Події розгортаються в 4 країнах, Україні, Франції, Росії та у Чечні. Роман розповідає про українця, вояка Французького іноземного легіону, що отримує завдання вивезти із заблокованої Чечні дочку чеченського генерала, на яку полюють російські спецслужби.

## Нагороди
Роман одержав Гран-прі конкурсу «Коронація слова» — 2002.

## Видання
Книжнковій публікації роману передувала публікація уривків роману у різних літературних часописах: журналі «Сучасність», газетах «Молодь України» та «Київські відомості».
Роман побачив світ як книжка лише 2001 році у видавництві «Кальварія». У 2006 році книгу під тією ж назвою перевидало видавництво КСД. У 2010 році книгу  під тією ж перевидало видавництво «Ярославів Вал». У 2013 році КСД знову перевидало книжку під старою назвою "Елементал", а вже в 2018 році - перевидало її під назвою "Самотній вовк". Всі подальші перевидання від КСД виходили вже під новою назвою.

### Друковані
- Василь Шкляр. Елементал. Львів: Кальварія, 2001. 160 стор. ISBN 978-966-66-3245-9 (Коронація слова)
- Василь Шкляр. Самотній вовк. Харків: КСД, 2018. 224 стор. ISBN 978-617-12-4523-5

### Аудіокнига
У 2007 році «Елементал» вийшов у вигляді аудіокниги в видавництві CDcom у форматі mp3, тривалістю 5 год. 30 хв. Озвучили книгу Сергій Бобров та Ірина Шумахер.